# Diacilglicerol cinasa tipo 4
Las diacilglicerol cinasas tipo 4 (EC 2.7.1.107) son enzimas que catalizan la conversión de diacilglicerol (DAG) a ácido fosfatídico (PA) utilizando ATP como fuente de fosfato.
1,2-diacilglicerol + ATP {\displaystyle \rightleftharpoons } 1,2-diacilglicerol-3-fosfato + ADP
Los genes de las diacilglicerol cinasas tipo 4 presentes en el ser humano son: HGNC DGKZ  y HGNC DGKI . Este tipo de diacilglicerol cinasas se caracteriza por la presencia de un dominio homólogo a MARCKS, repeticiones de anquirina y una secuencia señalizadora de localización nuclear.

## DGKZ
La diacilglicerol cinasa zeta (DGKZ) muestra una fuerte preferencia por los 1,2-diacilgliceroles sobre los 1,3-diacilgliceroles, pero muestra deficiencia en especificidad entre los diacilgliceroles de cadena larga. La isoforma 2 regula la actividad de la RASGRP1 formando un complejo de señalización con RASGRP1 y HRAS; la isoforma 1 no lo hace. Interacciona con el dominio PDZ de SNTG1 y SNX27. Se encuentra en altos niveles en el cerebro, en niveles sustanciales en el músculo esquelético, corazón y páncreas. La isoforma 1 se expresa preferentemente en el músculo. La fosforilación del dominio homólogo a MARCKS de la DGKZ por la proteína cinasa C reduce la acumulación nuclear de DGKZ.